# Сан-Ценоне-аль-По
Сан-Ценоне-аль-По (італ. San Zenone al Po) — муніципалітет в Італії, у регіоні Ломбардія,  провінція Павія.
Сан-Ценоне-аль-По розташований на відстані близько 440 км на північний захід від Рима, 50 км на південь від Мілана, 21 км на південний схід від Павії.
Населення — 600 осіб (2014).

## Демографія
Населення за роками:

Станом на 1 січня 2023 року в муніципалітеті офіційно проживали 102 іноземці з 12 країн, серед них 61 громадянин країн Євросоюзу та 2 громадяни України.

## Сусідні муніципалітети
- Арена-По
- Коста-де'-Нобілі
- Спесса
- Цербо